# 特库姆塞联盟
特库姆塞联盟（英語：Tecumseh's confederacy）是19世纪初期在北美洲五大湖地区形成的一个印第安人联盟，该联盟围绕肖尼族领袖滕斯夸塔瓦的教义而建立。经过数年的发展，该联盟逐渐扩大，最终包括了数千名印第安战士。滕斯夸塔瓦的哥哥、肖尼族领袖特库姆塞于1808年左右成为该联盟的领导人。他们共同努力，团结各部落，抵抗跨越阿巴拉契亚山脉并占领其传统家园的美国殖民者。
1811年11月，一支由威廉·亨利·哈里森领导的美国军队与滕斯夸塔瓦所领导的印第安战士在蒂珀卡努战役中交战，美国军队取得胜利，并进行多次破坏行为。作为对这场战役的报复，特库姆塞领导联盟与大英帝国结盟，并在后来的战争中与美国交战，这场战争后来被称为特库姆塞战争，是1812年战争的一部分。1813年，特库姆塞在泰晤士河战役中阵亡后，该联盟解体。